# Îlet Cabrits
L'Îlet Cabrits est une petite île inhabitée de la presqu'île de Sainte-Anne en Martinique. Elle appartient administrativement à Sainte-Anne.
L'île est dotée d'un phare.